# Nordviken
Nordviken är en bebyggelse nordost om Långshyttan och vid norra stranden av Lången i Hedemora kommun. Området var av SCB till 2018 klassat som en del av tätorten Långshyttan, för att 2020 klassas som en separat småort.